# مجموعة هلسنكي بموسكو
إن مجموعة هلسنكي بموسكو (والتي تعرف أيضًا باسم مجموعة هلسنكي للمراقبة بموسكو، (الروسية: Московская Хельсинкская группа))هي منظمة غير حكومية ذات نفوذ لمراقبة حقوق الإنسان، وقد تم تأسيسها في الأصل فيما كان يعرف آنذاك بالاتحاد السوفييتي; ولا يزال نشاطها مستمرًا في روسيا.
لقد تأسست في عام 1976 لمراقبة التزام الاتحاد السوفييتي باتفاقية هلسنكي لعام 1975 التي تم توقيعها مؤخرًا، والتي تضمنت فقرات تدعو إلى الاعتراف بحقوق الإنسان العامة. ولقد حثت جهودها الرائدة على تكوين مجموعات مشابهة في دول حلف وارسو الأخرى ومجموعات الدعم في الغرب. ففي تشيكوسلوفاكيا، تأسس ميثاق 77 في يناير 1977، حيث لعب أعضاء تلك المجموعة لاحقًا أدوارًا رئيسية في الإطاحة بالشيوعية الدكتاتورية في تشيكوسلوفاكيا. وتأسست مجموعة هلسنكي للمراقبة في بولندا في سبتمبر 1979. وفي النهاية، فإن تجمع مجموعات هلسنكي للمراقبة التي حثت عليه مجموعة هلسنكي بموسكو أدى إلى تكوين اتحاد هلسنكي الدولي.

## التفاصيل

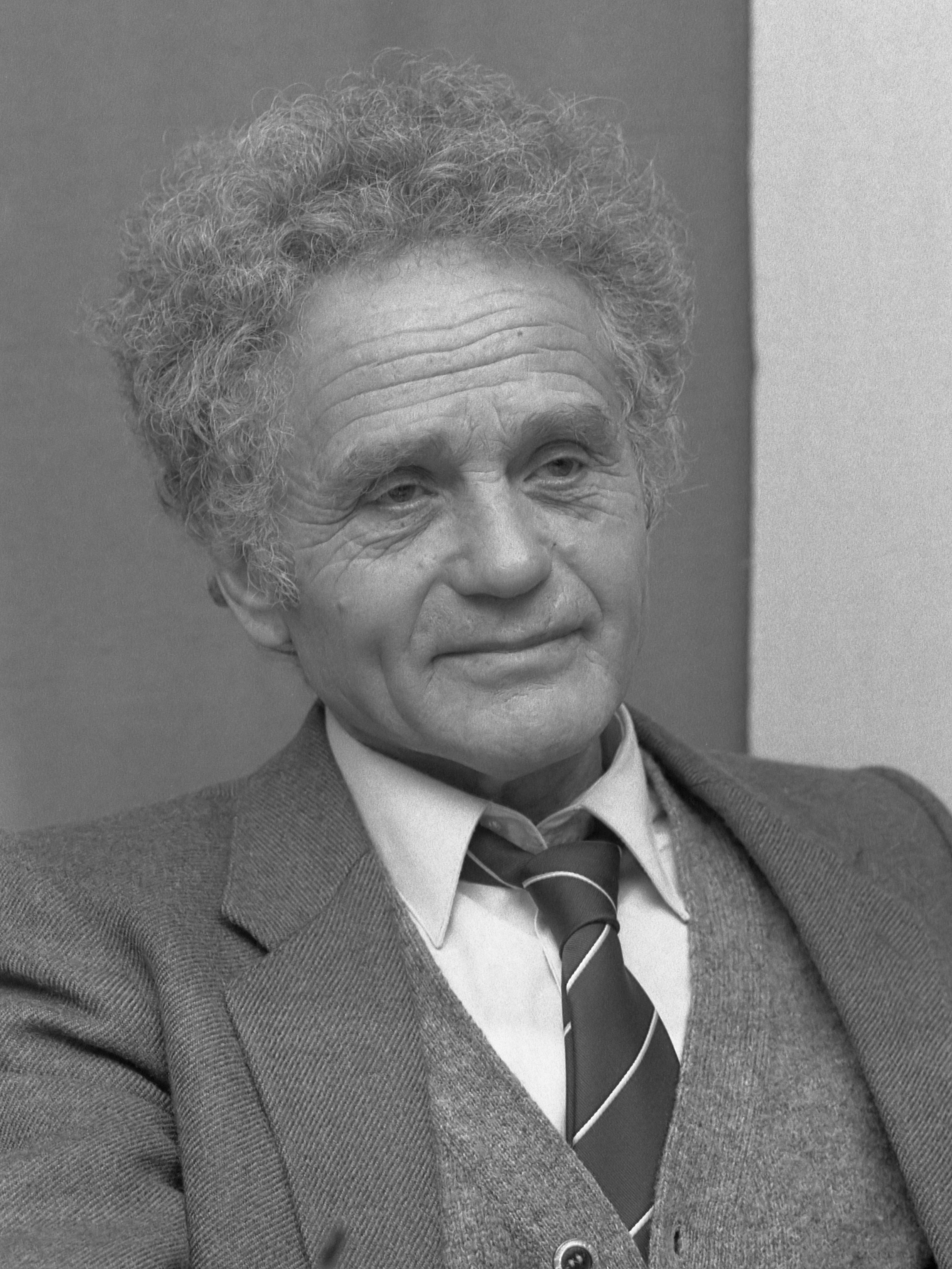
يوري أورلوف، مؤسس مجموعة موسكو هلسنكي في 24 نوفمبر 1986.

بدأت جهود هلسنكي للمراقبة في الاتحاد السوفييتي بعد فترة وجيزة من نشر اتفاقية هلسنكي في الصحف السوفييتية.
في 12 مايو 1976 أعلن الفيزيائي يوري أورلوف تشكيل «المجموعة العامة لتشجيع تنفيذ اتفاقية هلسنكي في الاتحاد السوفييتي» (Общественная группа содействия выполнению хельсинкских соглашений в СССР, Московская группа “Хельсинки”) أثناء المؤتمر الصحفي المنعقد بمنزل أندريه ساخاروف. وكان الهدف من المنظمة غير الحكومية التي تأسست مؤخرًا هو متابعة التزام الاتحاد السوفييتي باتفاقية هلسنكي. كما اشتملت قائمة المؤسسين الإحدى عشرة على ليودميلا آليكسييفا وميخائيل بيرنشتام ويلينا بونر وأليكسندر جينزبرج وبيوتر جريجورينكو وأليكسندر كورشاك ومالفا لاندا وآناتولي مارشينكو وجريجوري روزنشتاين وفيتالي روبين وآناتولي شـشارانسكي. وانضم عشرة أشخاص آخرين إلى المجموعة لاحقًا، منهم صوفيا كاليستراتوفا ونعوم ميمان ويوري منيوخ وفيكتور نيكيبيلوف وتاتيانا أوسيبوفا وفيليكس سيريبروف وفلاديمير سليباك وليونارد تيرنوفسكي ويوري ياريم آجايف.
كان هدف المجموعة هو مناصرة حكومة الاتحاد السوفييتي لتطبيق الالتزام بحقوق الإنسان التي طرحت في وثائق اتفاقية هلسنكي. ولقد استندت الصلاحية القانونية للمجموعة على الحكم الموجود باتفاقية هلسنكي، المبدأ السابع، والذي ينص على أنه من حق الأفراد معرفة حقوقهم وواجباتهم والتصرف وفقًا لها.
وكانت استجابة السلطات السوفييتية هي القمع الشديد لأعضاء المجموعة خلال الثلاث سنوات التالية. فقد استخدمت الأساليب التي تشتمل على عمليات التوقيف والسجن والنفي الداخلي والحجز بمستشفيات الأمراض النفسية والهجرة القسرية. في 18 أكتوبر 1976، قام 13 من اليهود الرافضين بالتقدم بعريضة إلى مجلس السوفييت الأعلى لطلب تفسير بشأن إنكار حقهم في الهجرة من الاتحاد السوفييتي، كما هو مقرر بموجب اتفاقية هلسنكي. ومع فشلهم في الحصول على أية إجابة، فقد تجمعوا في قاعة استقبال المجلس في اليوم التالي. وبعد بضع ساعات من الانتظار، تم القبض عليهم بواسطة أفراد من الميليشيا، وتم أخذهم خارج حدود المدينة والتعدي عليهم بالضرب. وتم احتجاز اثنين منهم لدى الشرطة. وفي الأسبوع التالي، وعقب الاجتماع غير الناجح بين قادة النشطاء ووزير الشؤون الداخلية السوفييتي، اللواء نيكولاي إشكلوكوف، أدت انتهاكات القانون هذه إلى العديد من التظاهرات الجماعية في العاصمة السوفييتية. وفي يوم الاثنين، الموافق 25 أكتوبر، تم القبض على 22 ناشطًا، بما فيهم مارك آزبيل وفيليكس كاندل وأليكسندر ليرنر وإيدا نوديل وآناتولي شـشارانسكي وفلاديمير سليباك ومايكل زيليني في موسكو أثناء مسيرتهم إلى التظاهر التالي. وتمت إدانتهم بالتعصب الرياضي وحبسهم في مركز احتجاز بيروسكا والإصلاحيات الأخرى في جميع أنحاء موسكو. وتم القبض على فنان لا ينتمي لأي حزب، وهو فيكتور موتكو في ساحة دزيرجينسكي بسبب وضع لحية سوداء صوفية، وتم احتجازه مع المتظاهرين وذلك اعترافًا بمحاولاته السابقة للهجرة من الاتحاد السوفييتي. وقام العديد من الصحفيين البريطانيين والأمريكيين بتغطية هذه الأحداث ومنهم ديفيد كيه شيبلر وكريج آر ويتني وكريستوفر إس رين. وتزامنت التظاهرات وعمليات التوقيف في شهر أكتوبر مع نهاية الانتخابات الرئاسية بالولايات المتحدة لعام 1976. وفي 25 أكتوبر، عبر المرشح الرئاسي للولايات المتحدة جيمي كارتر عن دعمه للمتظاهرين من خلال برقية أرسلها إلى شارانسكي واقترح على السلطات السوفييتية إطلاق سراحهم. (راجع كتاب ليوبولد آنجر وكريستيان جيلين تحت عنوان (Le grand retour) لو جراند ريتور، A. Michel 1977; Феликс Кандель, Зона отдыха, или Пятнадцать суток на размышление, Типография Ольшанский Лтд, Иерусалим, 1979; Феликс Кандель, Врата исхода нашего: Девять страниц истории، إيفيكت بابليكيشنز، تل أبيب، 1980). في 9 نوفمبر 1976، بعد أسبوع من فوز كارتر بالانتخابات الرئاسية، أطلقت السلطات السوفييتية سراح الجميع ما عدا اثنين من المتظاهرين الذين تم القبض عليهما سابقًا. كما تم إعادة القبض على المزيد منهم لاحقًا وسجنهم أو نفيهم إلى سيبيريا.
في 1 يونيو 1978، وقف الرافضان، فلاديمير وماريا سليباك على شرفة مسكنهم بالطابق الثامن في البناية. وفي ذلك الحين، تم رفض السماح لهم بالهجرة لأكثر من 8 سنوات. وقام فلاديمير بعرض لافتة مكتوب عليها «دعونا نذهب إلى ابننا في إسرائيل». وحملت زوجته ماريا لافتة مكتوب عليها «أريد تأشيرة لابني». وقامت إيدا نوديل وهي رفيقة رافضة وناشطة هلسنكية، بعرض لافتة مشابهة على الشرفة الخاصة بمسكنها. وتم إلقاء القبض عليهم جميعًا وإدانتهم بالتعصب الرياضي الجنائي، وانتهاك المادة 206.2 من قانون العقوبات بالاتحاد السوفييتي. ولقد احتجت مجموعة هلسنكي على اعتقالهم في نشرات دورية صدرت بتاريخ 5 و15 يونيو من هذا العام. () وتمت إدانة فلاديمير سليباك وإيدا نوديل بجميع الاتهامات. وقاموا بقضاء 5 و4 سنوات في منفى بسيبيريا. (, )

## اللجنة العاملة للتحقيق في استخدام الطب النفسي لأغراض سياسية
في يناير 1977، قام أليكسندر بودرابينيك، مع كل من العامل المثقف البالغ من العمر 47 عامًا فيليكس سيريبوف ومبرمج الكمبيوتر البالغ من العمر 30 عامًا فياشيسلاف باخمين وايرينا كوبلن بتكوين اللجنة العاملة للتحقيق في استخدام الطب النفسي لأغراض سياسية.:148 وقد تم ربط هذه اللجنة رسميًا بمجموعة هلسنكي بموسكو وتم تكوينها كفرع لها. وتألفت اللجنة من خمسة أعضاء معروفين وبعض الأعضاء المجهولين، بما في ذلك بعض الأطباء النفسيين الذين عرضوا أنفسهم لخطر كبير، عندما قاموا بإجراء الفحوص المستقلة بهم على حالات الإساءة النفسية المزعومة. وكان رئيس اللجنة هو أليكسندر بودرابينيك، الذي قام بنشر كتاب الطب العقابي الذي يحتوي على «قائمة بيضاء» لمائتين من سجناء الرأي في المستشفيات العقلية السوفييتية و«قائمة سوداء» بها أكثر من مائة طبيب وموظف من العاملين في الفريق الطبي الذين شاركوا في إيداع أشخاص بمؤسسات للطب النفسي لأسباب سياسية.:15
وتولى كل من الطبيب أليكسندر فولوشانوفيتش والطبيب آناتولي كورياجن مناصب استشاريين نفسيين للجنة.:153 ولم تكن المهمة التي نصت عليها اللجنة تقتضي أساسًا بتشخيص الأشخاص أو بالإفصاح عن الأشخاص الذين سعوا في الحصول على مساعدة للأمراض العقلية أو الصحة العقلية. وعلى الرغم من ذلك وفي بعض الحالات، تم فحص الأفراد الذين سعوا للحصول على مساعدة من اللجنة بواسطة الطبيب النفسي، الذي قدم المساعدة للجنة وقام بالتشخيص الدقيق لحالتهم العقلية. ففي البداية، قام الطبيب النفسي أليكسندر فولوشانوفيتش بإجراء عمليات التشخيص هذه، وكان يقطن بضاحية دولغوبروندي بموسكو. ولكن عندما أُجبر على الهجرة في 7 فبراير 1980،  استمر عمله من خلال الطبيب النفسي من مدينة خاركيف، آناتولي كورياجن. وشارك كورياجن في فحص الضحايا السابقين والمحتملين للاستغلال السياسي للطب النفسي من خلال كتابة تقارير التشخيص النفسي التي توصل منها إلى أن الأفراد لم يكونوا يعانون من أي أمراض عقلية. ولقد تم استخدام تلك التقارير كوسيلة للدفاع: فإذا تم القبض على أحد الأشخاص مرة أخرى وإحالته إلى مستشفى عقلية، تقدم اللجنة إثباتًا على أن إدخال هذا الشخص إلى المستشفى كان يخدم أغراضًا غير طبية.كما ساعد بعض الأطباء النفسيين الأجانب، مثل الطبيب النفسي السويدي، هارالد بلومبرج، والطبيب النفسي البريطاني، جيري لو بير في فحص الضحايا السابقين أو المحتملين لاستغلال الطب النفسي. واستخدمت اللجنة هذه التقارير في عملها وأشارت بشكل عام إليها عندما توجب ذلك.
قامت اللجنة بجمع المعلومات بأقصى قدر ممكن حول ضحايا الإرهاب النفسي في الاتحاد السوفييتي وقامت بنشر هذه المعلومات في نشرات المعلومات الخاصة بهم. وقامت اللجنة على مدار أربع سنوات من وجودها بنشر أكثر من 1500 صفحة من الوثائق والتي شملت 22 نشرة للمعلومات حيث تم توثيق أكثر من 400 حالة من حالات استغلال السياسة للطب النفسي بشكل أكثر تفصيلاً. وتم نشر ملخصات نشرات المعلومات في المنشور الرئيسي الذي تم نشره ذاتيًا سجل الأحداث الحالية وتم إرسال نشرات المعلومات إلى المسؤولين السوفييت، ذلك مع طلب التحقق من صحة البيانات وإبلاغ اللجنة بأية أخطاء يتم العثور عليها، كما تم إرسالها إلى الغرب، حيث استخدمها المدافعون عن حقوق الإنسان في مسار حملاتهم. كما تم استخدام نشرات المعلومات في تقديم المعلومات للحركة المعارضة حول الاحتجاجات من الغرب ضد الاستغلال السياسي. ولقد صرح بيتر ريداواي بأنه بعد دراسة الوثائق الرسمية الموجودة بالأرشيف السوفييتي، ويشمل ذلك بيانات الاجتماعات التي عقدتها الدائرة السياسية للجنة المركزية للحزب الشيوعي السوفييتي، أصبح واضحًا له أن المسؤولين السوفيت رفيعي المستوى قد أولوا اهتمامًا كبيرًا نحو ردود الأفعال الأجنبية لهذه الحالات، وإذا تمت تبرئة أحد الأشخاص، شعر المعارضون بأن الضغط الأجنبي قد لعب دورًا هامًا، وكلما زاد الضغط الأجنبي، كلما كان أفضل لهم.
لقد كان ما يزيد عن 50 ضحية تم فحصهم من قبل أطباء نفسيين تابعين للجنة العاملة بموسكو بين 1977 و1981 وتهريب فلاديمير بوكوفسكي للملفات إلى الغرب في 1971، بمثابة المادة التي أدانت معظم جمعيات الطب النفسي بوجود خلل كبير في الاتحاد السوفييتي.
ولقد استجابت الهيئات السوفييتية بعنف. فلقد تم تهديد أعضاء المجموعة ومراقبتهم وتعريضهم لحملات تفتيش لمنازلهم وتحقيقات. وفي النهاية، تعرض أعضاء اللجنة للعديد من الأحكام وأنواع العقوبات المختلفة: فلقد حُكم على كل من أليكسندر بودرابينيك بخمس سنوات في منفى داخلي، وإيرينا جريفنينا بخمس سنوات في منفى داخلي، وفياشيسلاف باخمين بثلاث سنوات في معسكر اعتقال، والطبيب ليونارد تيرنوفسكي بثلاث سنوات في معسكر اعتقال، والطبيب آناتولي كورياجين بثمان سنوات من السجن ومعسكر الاعتقال وأربع سنوات بمنفى داخلي، وتم إرسال الطبيب أليكسندر فولوشانوفتش إلى المنفى الاختياري.
في خريف عام 1978، اتخذت الكلية الملكية البريطانية للأطباء النفسيين قرارًا، حيث أكدت على اهتمامها باستغلال الطب النفسي لصالح قمع المعارضة في الاتحاد السوفييتي وأشادت بمواطني الاتحاد الذين اتخذوا موقفًا واضحًا ضد مثل هذا الاستغلال، وذلك من خلال التعبير عن إعجابها ودعمها خصوصًا سيمون جلوزمان، وأليكسندر بودرابينيك، وأليكسندر فولوشانوفتش، وفلاديمير موسكالكوف.
ومع نهاية عام 1981، تم إطلاق سراح يلينا بونر، وصوفيا كاليستراتوفا ونعوم ميمان فقط، وذلك نتيجة لحملة متواصلة من المحاكمات. وتم إجبار مجموعة هلسنكي بموسكو على إيقاف أنشطتها.
لقد أعلنت يلينا بونر حل مجموعة هلسنكي بموسكو رسميًا في 8 سبتمبر 1982.:35

## إعادة إحياء المجموعة
على الرغم من كل ما حدث، فقد تم إعادة تكوين المجموعة في 1989، في ظل جو من غلاسنوست (أي: الشفافية). وقامت مجموعة من تسعة نشطاء في حقوق الإنسان، بقيادة لاريسا بوجوراز، آرملة آناتولي مارجنكو، بإعادة إنشاء المجموعة في 28 يوليو 1989. واشتمل المؤسسون الذين يعيدون إنشاء المجموعة على يوري أورلوف وليودميلا آليكسييفا، حيث يمثل كل منهما جزءًا من المجموعة الأصلية. كما تضمن الأعضاء البارزين الآخرين سيرغي كوفاليف وفياتشيسلاف باخمين وليف تيموفييف وهنري ريزنيك وليف بونوماريف وجليب ياكونين وآلكسي سيمونوف.

## القادة
- يوري أورلوف (1976 - 1982)
- لاريسا بوجوراز (1989 - 1993)
- كرونيد أركاديفيتش ليوبارسكس (1993 - 1996)
- ليودميلا ميشالوفنا آليكسييفا (منذ 1996)

## وصلات خارجية
- Moscow Helsinki Group
- Moscow Helsinki Group
- Moscow Helsinki Group (MHG)